# Ширзад ибн Масуд
Камал ад-Даула Ширзад ибн Масуд (перс. کمال الدولہ‎; ? — 1116) — султан Газневидского султаната в 1115—1116 годах.

## Биография
Происходил из династии Газневидов. Старший сын султана Масуда III (1099—1115). Стал участвовать в походах еще в правление своего деда Ибрахима. Последний 1079 года назначил Ширзада наместником всех индийских владений Газневидов. Его столицей стал город Лахор. Свое положение он сохранил с восхождением на трон отца Масуда III в 1099 году. Вместе с ним в течение 15 лет участвовал в походах против раджпутов из кланов Чаухан, Томар и Калачура.
В 1115 году после смерти отца Масуда III Ширзад становится новым султаном Газни. Однако уже в 1116 году Ширзад был свергнут братом Арслан-шахом, а затем казнен. Новым султаном стал Арслан-шах ибн Масуд (1116—1117).